# Éltető Ödön
Éltető Ödön (Debrecen, 1931. május 28. – Budapest, 2020. január 24.) magyar matematikus, statisztikus. Meghatározó szerepet játszott a valószínűségi mintákon alapuló lakossági felvételek kialakításában a KSH-ban, nemzetközi szinten is a lakossági jövedelemeloszlás vizsgálatában. Alkotói nevét viseli a jövedelemegyenlőtlenséget jellemző Éltető-Frigyes index, továbbá a nemzetközi összehasonlításokban széleskörűen használt Éltető-Köves-Szulc (ÉKS) index. 

## Szakmai életútja
1950-ben érettségizett Debrecenben. Magas színvonalú matematikai és matematikai statisztikai elméleti alapokat az ELTE alkalmazott matematika szakon (1951–1956), majd az MTA Matematikai Kutató Intézet Vincze István vezette Matematikai Statisztikai osztályán (1956–1958) szerzett. Ezt a tudást a gyakorlati problémák megoldása során tovább gazdagította, a gyakorlati feladatokhoz kapcsolta. Éltető Ödön, mintegy 50 évig, 1958-tól – 1995. évi nyugdíjazása után is – 2006-ig megszakítás nélkül dolgozott a KSH-ban. A matematikai alapú statisztika nemzetközileg ismert, elismert képviselője lett.
MTA Statisztikai Bizottság tagja, Közgazdasági Társaság Közgazdasági matematikai szakosztályának elnöke, majd az újjáalakuló Magyar Statisztikai Társaság alapítótagja (1990), választmány tagja, 2003-tól örökös tagja. Statisztikai Szemle és Szigma (matematikai-közgazdasági folyóirat) szerkesztőbizottságának tagja.
Nemzetközi szervezetek tagja, konferenciák rendszeres előadója: ISI (International Statistical Institut) választott tagja, és 1985-ben alakult tagszervezete, az IASS (International Association of Survey Statisticians) tagja, IARIW (International Association for Research in Income and Wealth) tagja.

## Szakkönyvek és oktatás
Oktatási célú munkái (Éltető-Ziermann 1961, Éltető-Prékopa 1961, Éltető-Meszéna-Ziermann 1982) évtizedekig alapműként szolgáltak a matematikai statisztika iránt érdeklődőknek. Az elmélet és a gyakorlat általa művelt igényes kapcsolata is hozzájárulhatott ahhoz, hogy időről időre felkérték hazai, külföldi és nemzetközi statisztikai tanfolyamok, szemináriumok tartására. 2007-ben a Budapesti Corvinus Egyetem címzetes egyetemi tanára lett.

### Lakossági felvételek
Éltető Ödön évtizedeken keresztül, egész pályáját átívelően foglalkozott a reprezentatív lakossági felvételekkel. Természetes követelmény volt a gyakorlati statisztikai munka mellett a statisztikai elemző és a tudományos kutatómunka párhuzamos végzése. A 60-as években a különböző felvételekhez (mikrocenzus, háztartási költségvetési, egészségügyi, munkaügyi stb.) más és más megfontolások alapján némileg különböző minták készültek. Ekkor dolgozták ki és kezdték alkalmazni a települések nagysággal arányos valószínűségű kiválasztását (PPS). Éltető Ödön kulcsszerepet játszott az 1972. évi népszámlálás után a koordinált, általános célú háztartási minta kialakításában. Az Egységes Lakossági Adatfelvételi Rendszer (ELAR) több célt is szolgált, köztük az egységesen karbantartott, hibaszámítást is lehetővé tevő valószínűségi mintát. Az 1980-as népszámlálás után új elem volt az ún. törzsadatok bevezetése a különböző felvételekbe, ami az adatok későbbi összekapcsolását volt hivatott szolgálni. A lakossági felvételek kiadványaiban (pl. Háztartásstatisztikai évkönyvek) a módszertani ismertetés már a 60-as 70-es években tartalmazta a ma minőségi elvárásként megfogalmazott információkat, a módszertani döntések indoklását, a minőséget jellemző mutatókat, így a nemválaszolási arányokat, a mintavételi hibát is. Új becslési módszerekkel kísérleteztek, illetve a meghiúsulásról – ami akkor még töredéke volt a mainak –, jellemzőiről, lehetséges kezelési módszereiről is áttekintő tanulmány készült. Központi Statisztikai Hivatal Közgazdasági főosztályán Schnell Lászlóné és Éltető Ödön 1960 óta végeztek jövedelemrugalmassági vizsgálatokat.

### Jövedelemeloszlás
Éltető Ödön valószínűségi mintára építette és gondozta évtizedeken át a változó körülmények és nehézségek között a jövedelemfelvételt. A jövedelemfelvételekről rendszeresen készült kiadvány átfogó statisztikai elemzéssel.
Az eredmények elemzésével kimutatták, hogy a valószínűségi mintából nyert jövedelemeloszlás a várt Pareto-eloszlás helyett log-normális eloszlással írható le.
A különböző intézkedések jövedelem-egyenlőtlenségre gyakorolt hatásának kimutatásához szükség volt olyan mutatóra, ami könnyen értelmezhető közgazdasági tartalommal bír, alakulásában a különböző tényezők hatása kimutatható. Frigyes Ervin, az Országos Tervhivatal Tervgazdasági Intézetének munkatársa és Éltető Ödön, kutatási eredményeiket 1968 áprilisában az Econometrica folyóiratban publikálták angolul, és még ebben az évben, az akkor induló Szigma gazdaságmatematikai folyóirat első, nyitó számában magyarul is megjelent. Ez később Éltető Frigyes index néven vált ismertté.
Jövedelemszínvonallal, szegénységméréssel kapcsolatos kutatásoknál  mivel hipotézis szerint a család vagy háztartás az összevont jövedelemmel rendelkezik – a jövedelemszínvonalat az egy főre vagy egy fogyasztási egységre jutó jövedelemmel jellemzik. A fogyasztási egység a háztartás tagjait fogyasztási arány szerint súlyozza, egy felnőtt egység arányában kifejezve – ez az ekvivalenciaskála. Éltető Ödön Havasi Évával közösen végzett kutatásában meghatározta az akkori viszonyokat jellemző (nemzetközi standardtól eltérő) hazai arányokat, továbbá kimutatta, hogy a választás jelentős mértékben hatással van a vizsgálat eredményére, azaz például arra, hogy a legszegényebb kategóriába milyen csoportok kerülnek, inkább a sokgyerekes családok vagy pl. egyedül élő kisnyugdíjasok.
Éltető Ödön a Cambridge-i Egyetemmel együttműködésben olyan mikroszimulációs modelleket fejlesztett, aminek segítségével vizsgálhatók a különböző állami támogatási rendszerek és adókedvezmények hatása a szegénységre, jövedelmi egyenlőtlenségre és az eltérő gyerekszámú családok relatív jövedelmi helyzetére.
Méltán kapta meg a 2009-es év legjobb cikkének kijáró Gyulay Ferenc díjat Éltető Ödön Havasi Évával írt összefoglaló tanulmánya.

### ÉKS index
Az áruk és szolgáltatások különböző csoportjaira jellemző árszínvonal, a nemzetgazdaságok teljesítményének összehasonlíthatóvá tétele, mérése céljából szükség van a különböző vásárlóerejű pénznemekben kifejezett mutatók összehasonlítására, azaz tranzitív területi volumen- és árindex számítására. Köves Pállal a Statisztikai Szemlében 1964-ben mutatták be részletesen javasolt index formulájukat, immár annak négyzetes minimum tulajdonságát is kiemelve és bizonyítva. Ugyanebben az évben, tőlük függetlenül Bohdan Szulc lengyel statisztikus iteratív formát készített ugyanerre a feladatra, mely ezzel az indexszel ekvivalens eredményt ad. Ezért Drechsler László javasolta az Éltető-Köves-Szulc elnevezést a formulára, és ez általánosan használatossá vált. Napjainkban használata széles körben elterjedt, az OECD ajánlja, EU kötelezően előírja használatát a GDP nemzetközi összehasonlításánál, a vásárlóerő-paritás számításánál.

## Elismerései
- 1967. Munka Érdemrend bronz fokozata
- 1975. Elnöki dicséret (Bálint József)
- 1986. Munka Érdemrend ezüst fokozata
- 1989. Elnöki dicséret (Nyitrai Ferencné)
- 1990. Statisztikai főtanácsosi cím
- 1991. Fényes Elek emlékérem (KSH)
- 1996. Elnöki dicséret (Katona Tamás)
- 1997. Keleti Károly emlékérem (MST)
- 2003. KSH aranygyűrű

## Főbb művei

### Könyvei
- Éltető Ödön–Ziermann Margit: Matematikai statisztika. Budapest: Tankönyvkiadó, 1961. 177. o.
- Prékopa András–Éltető Ödön: Matematikai jegyzetek IV. rész: matematikai statisztika. Budapest: Statisztikai Kiadó Vállalat, 1961. 218. o.
- Éltető Ödön–Meszéna György–Ziermann Margit: Sztochasztikus módszerek és modellek. Budapest: Közgazdasági és Jogi Könyvkiadó, 1982. 420. o.

### Tanulmányai
- Éltető, Ö.–Frigyes, E.: New Income Inequality Measures as Efficient Tools for Causal Analysis and Planning. Econometrica. In: Econometrica, Vol. 36, No. 2. (Apr., 1968), 383–396. o.
- Éltető Ödön–Frigyes Ervin: Új jövedelem-egyenlőtlenségi mutatók, tulajdonságaik és hasznosítási lehetőségeik.In: Szigma, 1968, 1. évf., 1. sz., 17–28. o.
- Éltető Ödön–Köves Pál: Egy nemzetközi összehasonlításoknál fellépő indexszámítási problémáról. In: Statisztikai szemle, 1964, 5. sz., 507–518. o.
- Bene Lajos–Éltető Ödön: Az általános célú háztartási minta kialakítása. In: Statisztikai Szemle, 1972, 10. sz., 979–996 o.
- Éltető Ödön–Vita László: Jövedelemeloszlások közelítése és prognosztizálása. In: Szigma, 1982, 1-2. sz., 15–39 o.
- Éltető Ödön: Az ELAR minta és az 1984. évi mikrocenzus mintájának kiválasztási eljárása. In: Statisztikai Módszertani Füzetek, 1987, 24. sz., 59 o.
- Éltető Ödön–Marton Ádám: A mintanagyság és a meghiúsulások kapcsolata reprezentatív felvételekben. In: Statisztikai Szemle, 1995, 10. sz. 789–798. o.
- Ö. Éltető–L. Mihályffy: Stability of composite estimator: experiments with Hungarian LFS data. In: Statisztikai Szemle, 1997, Special Number 1., 36–45 o.
- Ö. Éltető–L. Mihályffy: Household Surveys in Hungary. In: Statistics in Transition (2002), Vol. 5., No 4., 521–540. o.
- Éltető Ödön–Havasi Éva: Az elemzési egység és az ekvivalencia-skála megválasztásának hatása a jövedelmi egyenlőtlenségre és szegénységre (Módszertani kérdések). In: Szociológiai Szemle, (2002), 4. sz., 157–170. o.
- Éltető, Ö.–Havasi, É.: Impact of choice of equivalence scale on income inequality and on poverty measures. In: Review of Sociology (2002), Vol. 8., No. 2., 137–148. o.
- Éltető Ödön–Havasi Éva: A hazai jövedelemegyenlőtlenség főbb jellemzői az elmúlt fél évszázad jövedelmi felvételei alapján. In: Statisztikai Szemle, 2009, 1. sz., 5–40. o.
- Éltető Ödön: Mintavételi eljárások. In: Éltető Ödön–Meszéna György–Ziermann Margit: Sztochasztikus módszerek és modellek. Budapest: Közgazdasági és Jogi Könyvkiadó, 1982. 13–156. o.
- Éltető Ödön: Fogyasztási modellek. In: Éltető Ödön–Meszéna György–Ziermann Margit: Sztochasztikus módszerek és modellek. Budapest: Közgazdasági és Jogi Könyvkiadó, 1982. 379–412.o.